# Henri Nouwen
Henri Nouwen (n. 24 ianuarie 1932, Nijkerk, Gelderland, Țările de Jos – d. 21 septembrie 1996, Hilversum, Olanda de Nord, Țările de Jos) a fost un preot și profesor catolic, autorul mai multor lucrări de spiritualitate. 

## Studii
Nouwen a studiat psihologia și teologia în Țările de Jos. În 1964 s-a mutat în Statele Unite. 

## Cariera universitară
A predat la Menninger Clinic, precum și la University of Notre Dame, Divinity School of Yale și la Divinity School of Harvard. Pentru mai multe luni, pe parcursul anilor '70, Nouwen a locuit și a lucrat la mănăstirea Genesee, care aparținea călugărilor trapiști.

## Activități sociale
La începutul anilor '80 a locuit în Peru, împreună cu săracii dintr-o mahala. În 1985 a fost invitat să se alature unei comunități (L’Arche, în Trosly, Franța) unde persoane cu handicap mental sever locuiau împreună cu cei care aveau grijă de ei. Un an mai târziu, Nouwen s-a decis să facă acest pas, și a mers la L’Arche Daybreak, undeva lângă Toronto, Canada. 

## Sfârșitul vieții
A murit pe 21 septembrie 1996 de un atac de inimă, în Țările de Jos, și este înmormântat în Richmond Hill, Ontario.